# Australia ai XX Giochi olimpici invernali
L'Australia ha partecipato ai XX Giochi olimpici invernali di Torino, che si sono svolti dal 10 al 26 febbraio 2006, con una delegazione formata da 40 atleti, 23 uomini e 17 donne.

## Medaglie

### Medagliere per discipline
| Sport     | Oro | Argento | Bronzo | Totale |
| --------- | --- | ------- | ------ | ------ |
| Freestyle | 1   | 0       | 1      | 2      |

### Medaglie d'oro
| Medaglia | Nome            | Sport     | Evento         |
| -------- | --------------- | --------- | -------------- |
| Oro      | Dale Begg-Smith | Freestyle | Gobbe maschile |

### Medaglie di bronzo
| Medaglia | Nome          | Sport     | Evento          |
| -------- | ------------- | --------- | --------------- |
| Bronzo   | Alisa Camplin | Freestyle | Salti femminile |

## Biathlon
| Gara                        | Atleta         | Risultati | Risultati | Risultati   |
| Gara                        | Atleta         | Tempo     | Penalità  | Piazzamento |
| --------------------------- | -------------- | --------- | --------- | ----------- |
| Sprint individuale maschile | Cameron Morton | 32'07"4   | 4         | 81          |
| Individuale maschile        | Cameron Morton | 1:07'03"7 | 7         | 82          |

## Bob
| Gara                 | Equipaggio                       | Manche 1 | Manche 2 | Manche 3 | Manche 4        | Totale          | Posizione |
| -------------------- | -------------------------------- | -------- | -------- | -------- | --------------- | --------------- | --------- |
| Bob a due maschile   | Jeremy Rolleston Shane McKenzie  | 56"77    | 56"59    | 57"22    | Non qualificati | Non qualificati | 22        |
| Bob a due femininile | Astrid Loch-Wilkinson Kylie Reed | 58"53    | 58"85    | 59"00    | 58"73           | 3'55"11         | 14        |

## Freestyle
| Gara            | Atleta            | Qualificazioni | Qualificazioni | Finale          | Finale    |
| Gara            | Atleta            | Punti          | Posizione      | Punti           | Posizione |
| --------------- | ----------------- | -------------- | -------------- | --------------- | --------- |
| Gobbe maschile  | Dale Begg-Smith   | 25,40          | 1              | 26,77           |           |
| Gobbe maschile  | Jason Begg-Smith  | 20,21          | 29             | non qualificato | 29        |
| Gobbe maschile  | Nick Fisher       | 22,89          | 16             | 23,39           | 12        |
| Gobbe maschile  | Michael Robertson | 21,52          | 24             | non qualificato | 24        |
| Gobbe femminile | Manuela Berchtold | 22,19          | 16             | 22,21           | 14        |

| Gara            | Atleta            | Qualificazioni | Qualificazioni | Finale          | Finale    |
| Gara            | Atleta            | Punti          | Posizione      | Punti           | Posizione |
| --------------- | ----------------- | -------------- | -------------- | --------------- | --------- |
| Salti femminile | Alisa Camplin     | 165,32         | 10             | 191,39          |           |
| Salti femminile | Jacqui Cooper     | 213,60         | 1              | 152,69          | 8         |
| Salti femminile | Elizabeth Gardner | 127,42         | 32             | non qualificata | 32        |
| Salti femminile | Lydia Lassila     | 155,45         | 14             | non qualificata | 14        |

## Pattinaggio di figura
| Gara                  | Atleta        | Obbligatorio | Obbligatorio | Breve/Originale | Breve/Originale | Libero | Libero | Totale | Totale |
| Gara                  | Atleta        | Punti        | Pos.         | Punti           | Pos.            | Punti  | Pos.   | Punti  | Pos.   |
| --------------------- | ------------- | ------------ | ------------ | --------------- | --------------- | ------ | ------ | ------ | ------ |
| Individuale femminile | Joanne Carter | 40,86        | 25           | non qualificata |                 |        |        |        | 25     |

## Sci alpino
| Gara      | Atleta       | 1° manche  | 2° manche | Tempo totale | Posizione |
| --------- | ------------ | ---------- | --------- | ------------ | --------- |
| Slalom    | Jono Brauer  | non finito |           |              |           |
| Gigante   | Bradley Wall | non finito |           |              |           |
| Super-g   | AJ Bear      | non finito |           |              |           |
| Discesa   | Craig Branch | 1'52"55    | 1'52"55   | 1'52"55      | 32        |
| Combinata | Jono Brauer  | non finito |           |              |           |

## Sci di fondo
| Gara        | Atleta      | Qualificazioni | Qualificazioni | Quarti di finale | Quarti di finale | Semifinali      | Semifinali      | Finale | Finale    |
| Gara        | Atleta      | Tempo          | Pos.           | Tempo            | Pos.             | Tempo           | Pos.            | Tempo  | Posizione |
| ----------- | ----------- | -------------- | -------------- | ---------------- | ---------------- | --------------- | --------------- | ------ | --------- |
| Individuale | Paul Murray | 2'25"29        | 51             | Non qualificato  | Non qualificato  | Non qualificato | Non qualificato |        | 51        |

| Gara               | Atleta               | Tempo d'arrivo | Posizione |
| ------------------ | -------------------- | -------------- | --------- |
| 15 km inseguimento | Clare-Louise Brumley | 47'03"1        | 42        |

| Gara        | Atleta           | Qualificazioni | Qualificazioni | Quarti di finale | Quarti di finale | Semifinali      | Semifinali      | Finale | Finale    |
| Gara        | Atleta           | Tempo          | Pos.           | Tempo            | Pos.             | Tempo           | Pos.            | Tempo  | Posizione |
| ----------- | ---------------- | -------------- | -------------- | ---------------- | ---------------- | --------------- | --------------- | ------ | --------- |
| Individuale | Esther Bottomley | 2'23"55        | 52             | Non qualificata  | Non qualificata  | Non qualificata | Non qualificata |        | 52        |

## Short track
| Gara             | Atleta                                            | Batterie | Batterie | Quarti di finale | Quarti di finale | Semifinali | Semifinali | Finale   | Finale |
| Gara             | Atleta                                            | Tempo    | Pos.     | Tempo            | Pos.             | Tempo      | Pos.       | Tempo    | Pos.   |
| ---------------- | ------------------------------------------------- | -------- | -------- | ---------------- | ---------------- | ---------- | ---------- | -------- | ------ |
| 500 m            | Alex McEwan                                       | 45"173   | 4        |                  |                  |            |            |          | 22     |
| 1000 m           | Marc McNee                                        | 1'30"003 | 4        |                  |                  |            |            |          | 20     |
| 1500 m           | Marc McNee                                        | 2'29"356 | 4        |                  |                  |            |            |          | 20     |
| 5000 m staffetta | Lachlan Hay Stephen Lee Mark McNee Elliot Shriane |          |          |                  |                  | 7'03"356   | 4          | 7'01"666 | 6      |

| Gara   | Atleta         | Batterie | Batterie | Quarti di finale | Quarti di finale | Semifinali | Semifinali | Finale | Finale |
| Gara   | Atleta         | Tempo    | Pos.     | Tempo            | Pos.             | Tempo      | Pos.       | Tempo  | Pos.   |
| ------ | -------------- | -------- | -------- | ---------------- | ---------------- | ---------- | ---------- | ------ | ------ |
| 1000 m | Emily Rosemond | 1'39"942 | 2        | 1'37"627         | 3                |            |            |        | 12     |
| 1500 m | Emily Rosemond | 2'40"171 | 5        |                  |                  |            |            |        | 25     |

## Skeleton
| Gara              | Atleta          | Manche 1 | Manche 2 | Totale  | Posizione |
| ----------------- | --------------- | -------- | -------- | ------- | --------- |
| Singolo maschile  | Shaun Boyle     | 1'00"13  | 1'00"00  | 2'00"13 | 22        |
| Singolo femminile | Michelle Steele | 1'01"26  | 1'02"21  | 2'03"47 | 13        |

## Slittino
| Gara              | Atleta               | Manche 1 | Manche 2 | Manche 3 | Manche 4 | Totale   | Posizione |
| ----------------- | -------------------- | -------- | -------- | -------- | -------- | -------- | --------- |
| Singolo femminile | Hannah Campbell-Pegg | 49"577   | 49"350   | 49"574   | 49"038   | 3'17"539 | 23        |

## Snowboard
| Gara               | Atleta         | Qualificazioni | Qualificazioni | Semifinali | Semifinali | Finale    | Finale    |
| Gara               | Atleta         | Punteggio      | Pos.           | Punteggio  | Pos.       | Punteggio | Posizione |
| ------------------ | -------------- | -------------- | -------------- | ---------- | ---------- | --------- | --------- |
| Halfpipe maschile  | Mitchell Allan | 28,8           | 8              | 23,7       | 25         |           | 31        |
| Halfpipe maschile  | Andrew Burton  | 32,0           | 10             | 21,8       | 32         |           | 32        |
| Halfpipe maschile  | Ben Mates      | 4,9            | 43             | 5,0        | 36         |           | 42        |
| Halfpipe femminile | Torah Bright   | 32,0           | 10             | 43,1       | 1          | 41,0      | 5         |
| Halfpipe femminile | Holly Crawford | 19,0           | 22             | 29,9       | 18         |           | 18        |

| Gara                        | Atleta           | Qualificazioni | Qualificazioni | Ottavi      | Ottavi | Quarti | Quarti | Semifinale | Semifinale | Finale | Finale |
| --------------------------- | ---------------- | -------------- | -------------- | ----------- | ------ | ------ | ------ | ---------- | ---------- | ------ | ------ |
| Gigante parallelo maschile  | Emanuel Oppliger | 1'12"11        | 15             | E. Oppliger | +1"37  |        |        |            |            |        | 15     |
| Gigante parallelo maschile  | Emanuel Oppliger | 1'12"11        | 15             | P. Schoch   |        |        |        |            |            |        | 15     |
| Gigante parallelo femminile | Johanna Shaw     | 1'38"86        | 29             |             |        |        |        |            |            |        | 29     |

| Gara                      | Atleta       | Qualificazioni | Qualificazioni | Ottavi | Quarti | Semifinali | Finale |
| ------------------------- | ------------ | -------------- | -------------- | ------ | ------ | ---------- | ------ |
| Snowboard cross maschile  | Damon Hayler | 1'21"51        | 12             | 1      | 2      | 2          | 7      |
| Snowboard cross femminile | Emily Thomas | 1'34"57        | 21             |        |        |            | 21     |